# Inhambane (prowincja)
Inhambane – prowincja w południowym Mozambiku. Według spisu z 2017 roku liczy blisko 1,5 mln mieszkańców. Ośrodkiem administracyjnym prowincji jest miasto Inhambane.

## Klimat
Przez cały czas panują tu temperatury typowe dla klimatów tropikalnych. Na wybrzeżu występują lasy mangrowe.

## Historia
Od X wieku był to teren najazdów arabskich. W 1498 przybył tu Vasco da Gama i objął zatokę Inhambane w posiadanie Portugalii. Od 1911 do 1917 trwała rewolucja antyportugalska. Została ona jednak stłumiona. Dopiero od 1975 prowincja należy do niepodległego Mozambiku.

## Gospodarka
Portugalczycy w czasie gdy tu rządzili niewiele poczynili dla dobra prowincji i całego kraju. Toteż ludność utrzymuje się głównie z uprawy orzechów kokosowych, owoców cytrusowych i drzewa nerkowego. Na wybrzeżu połów ryb. Wybrzeże może się również stać regionem turystycznym, głównie z powodu pięknych plaż oraz jedynej w Mozambiku populacji diugoni.

## Dystrykty
Funhalouro, Govuro, Homoine, Jangamo, Inharrime, Inhassoro, Mabote, Massinga, Morrumbene, Panda, Vilankulo, Zavala.